# Unterkodach
Unterkodach (oberfränkisch: Undernkoring) ist ein Gemeindeteil der Großen Kreisstadt Kulmbach im Landkreis Kulmbach (Oberfranken, Bayern). Unterkodach liegt in der Gemarkung Melkendorf.

## Geografie
Der Weiler liegt in der Talebene des Roten Mains. Im Ort gibt es zwei Bäume, die als Naturdenkmäler geschützt sind. Ein Anliegerweg führt zu einer Gemeindeverbindungsstraße (0,3 km nordöstlich), die nach Melkendorf (0,6 km südwestlich) bzw. über einen Kreisverkehr nach Kulmbach zur Bundesstraße 85 verläuft (1,7 km nordöstlich).

## Geschichte
1321 wurden zwei Höfe zu „Kadan“ erstmals urkundlich erwähnt. 1382 wurde der Ort „Niederkadach“ genannt. Kadan ist der Dativ Plural von kât (mhd. für Kot, Schmutz und im übertragenen Sinn Morast). Es wurde damit eine schlammige Gegend bezeichnet. Hinzugekommen ist das Kollektivsuffix –ach, das hier als Steigerung zu verstehen ist, d. h. außerordentlich schlammige Gegend.
Gegen Ende des 18. Jahrhunderts bestand Unterkodach aus 4 Anwesen. Das bayreuthische Stadtvogteiamt Kulmbach übte das Hochgericht aus und hatte zugleich die Dorf- und Gemeindeherrschaft. Grundherren waren das Kastenamt Kulmbach (1 Halbhof, 1 Tropfgütlein, 1 Tropfhäuslein) und der Markgräfliche Lehenhof Bayreuth (1 Gütlein).
Von 1797 bis 1810 unterstand der Ort dem Justiz- und Kammeramt Kulmbach. Mit dem Gemeindeedikt wurde Unterkodach dem 1811 gebildeten Steuerdistrikt Melkendorf und der 1812 gebildeten gleichnamigen Ruralgemeinde zugewiesen. Am 1. Juli 1976 wurde Unterkodach im Zuge der Gebietsreform in Bayern nach Kulmbach eingegliedert.

### Baudenkmäler
- Haus Nr. 3: Wohnhaus
- Quelleinfassung

### Einwohnerentwicklung
| Jahr      | 001809 | 001818 | 001861 | 001871 | 001885 | 001900 | 001925 | 001950 | 001961 | 001970 | 001987 |
| Einwohner | 23     | *      | 20     | 15     | 19     | 17     | 22     | 26     | 19     | 13     | †      |
| Häuser    |        | *      |        |        | 3      | 3      | 3      | 3      | 3      |        | †      |
| Quelle    | [ 10 ] | [ 7 ]  | [ 11 ] | [ 12 ] | [ 13 ] | [ 14 ] | [ 15 ] | [ 16 ] | [ 17 ] | [ 18 ] | [ 19 ] |

## Religion
Unterkodach ist seit der Reformation evangelisch-lutherisch geprägt und nach St. Aegidius (Melkendorf) gepfarrt.